# Sporten kalder
Sporten kalder er en dokumentarisk propagandafilm fra 1942, instrueret af Mogens Skot-Hansen efter manuskript af Mogens Skot-Hansen.

## Handling
Filmen er en propagandafilm for oprettelse af sportspladser og friluftsbade rundt om i landet. Regeringens beskæftigelseslån (i 1942) kunne blandt andet benyttes hertil.